# Маркетинг
Маркетинг традиционално представља збир активности које су употребљене у циљу усмеравања токова производа и услуга од произвођача према потрошачу (кориснику, купцу, клијенту).
Маркетинг се може представити кроз процес од четири корака, који почиње анализом и дефинисањем „универзума“ потенцијалних корисника или купаца. После прве фазе маркетиншког процеса следи процес скретања пажње (ен: Attention, Awareness) корисника који су спремни на куповину, из „универзума“ циљане популације. У трећој фази системски се утиче на потенцијалне кориснике да се заинтересују и прихвате (жеља) - постојеће концепте или понуде, које су креиране на основу маркетиншких активности организације. Коначно, успех претходне три фазе требало би да доведе до преласка потенцијалних купаца у „праве“ купце путем активности које се спроводе да би потенцијални корисници обавили жељену акцију - куповина, позив, скидање докумената, претплата, чланство, продаја, итд.
Представљени процес од четири корака (ПИЖА - пажња, интересовање, жеља, акција; ен: AIDA - Attention, Interest, Desire, Action), који се обично односи на почетак маркетиншког процеса за неки производ, услугу, или организацију. Већина актуелних маркетиншких процеса у организацијама односи се на задатак задржавања сталних клијената кроз активности креирања односа с клијентима, побољшање корисничког сервиса, боље представљање предности производа и услуга, итд.

## Маркетинг као научна област
Маркетинг је дисциплина која се бави питањима тржишта, потреба на тржишту и начина задовољења тих потреба. Ова област се стално развија и шири са развојем тржишта и има за циљ да постави теоријску основу за стратегије пословања на тржишту. У теорији маркетинга успех на тржишту најчешће се доводи у везу са разумевањем и задовољењем тржишних потреба (потреба потрошача), али све чешће се јављају и нови, напреднији концепти. Теорија маркетинга бави се и питањима организације маркетинг функције у предузећу и све ширим спектром сродних питања. Важан аспект маркетинга је демографија јер од старости, пола и неких других структура становништва зависи начин деловања на циљану популацију.

## Маркетинг као пословна оријентација
Маркетинг је концепт пословања оријентисан према купцима. У овом концепту пројектовање производа и услуга почиње од потреба потрошача, а као циљ деловања поставља се задовољство потрошача. У предузећима где је у потпуности примењен маркетинг концепт о потрошачима не брине само одељење за маркетинг већ сви запослени, радећи са свешћу да раде због потрошача. Посвећеност потрошачима у овим предузећима посебно се односи на запослене који су у директном контакту са њима. Маркетинг концепт добија све више присталица због добрих резултата које постиже, а јављају се и бројне надоградње и побољшања основне идеје.
Маркетинг концепт има четири основна елемента (позната као 4П) :
- производ (ен: product) - треба пројектовати да задовољи потребе потрошача и буде конкурентан
- цена (ен: price) - односи се на цену производа или услуге
- дистрибуција (ен: placement) - пласман производа и услуга до потрошача
- промоција (ен: promotion) - поред реклама (економске пропаганде) укључује и друге видове промоције : промотивне распродаје, наградне игре, личну продају...

Комбинација ових елемената назива се маркетинг микс. Циљ је да се постигне таква комбинација елемената (4П) да се стекне конкурентска предност (позитивна карактеристика која одваја производ/услугу од конкурентских) и тиме задовоље потрошачи, а тако оствари већа продаја и већи профит. Профитна формула 4П мења своју функцију на тржиштима пословне потрошње те се претвара у управљање односима, процесима и интеракцијама. У оквиру сваке темељне варијабле, маркетиншки стручњаци могу изабрати бројне комбинације припадајућих елемената па се тако говори о производном, ценовном, промотивном те продајном и дистрибуцијском миксу као саставним деловима маркетиншког микса.
С перспективе предузећа маркетинг микс комбинује и контролише елементе маркетинга којима ће деловати на циљном тржишту/сегменту, док с перспективе купца је комбинација елемената маркетинга који купцима морају испоручити очекиване користи од производа.

## Дефиниције маркетинга
Дефиниција америчког маркетинг удружења (АМА): маркетинг је процес планирања и извршавања концепције цена промоције и дистрибуције идеја, добара и услуга са циљем да се оствари размена која задовољава индивидуалне и организационе циљеве.
Дефиниција маркетинга по Филипу Котлеру: маркетинг је управљачки процес помоћу кога појединци и групе обезбеђују себи оно што им је потребно и оно што желе кроз стварање и размењивање производа и вредности са другима.

## Фазе у развоју маркетинга
Развоју маркетинга претходило је неколико фаза.
1. Производна концепција окренута је производу. Она претпоставља да ће потрошач фаворизирати оне производе који су шире доступни по нижој цени. Менаџери се усредоточују на високу делотворност, масовну производњу, ниже фиксне трошкове и варијабилне трошкове.
2. Концепција производа темељи се на претпоставци да висококвалитетан производ сам проналази купца. Продајни концепт базира се на агресивној промоцији и продаји. Полази од претпоставке да се све може продати само треба производ агресивно нудити купцу. Наравно, приметно је да овај концепт и може имати смисла у случајевима када је потражња већа од понуде датог производа, што је данас врло редак случај. Концепција често резултира појавом маркетиншке миопије.
3. Продајна концепција усмерена је на реализацију трансакција продаје, а не на изградњу дугорочних профитабилних односа с потрошачима.
4. Концепција маркетинга наглашава анализу потрошача. Елементи маркетиншког микса прилагођавају се потребама и жељама потрошача. Главно обележје ове концепције је да понуда надмашује потражњу те је јака конкуренција. Стога подузећа морају прилагодити производе и услуге потражњи тј. потрошачима.
5. Концепција потрошача има нагласак на персонализацију понуде према обележјима потрошача. Почива на масовном прилагођавању производа (кастомизацији).
6. Концепција друштвеног маркетинга темељи се на друштвеној одговорности и бризи о заштити околине, ограниченим природним ресурсима, брзом расту становништва и др. Циљ је остварити равнотежу између профита подузећа, жеља потрошача и захтева друштва.

## Маркетиншка етика
Под дефиницијом маркетиншке етике улазе сви принципи, вредности и стандарди понашања које морају следити маркетиншки стручњаци. Етика захвата подручја свих маркетиншких функција и активности. Проблеми везани уз етику у маркетингу стари су као и сам маркетинг. Наиме, упркос постојања принципа, вредности и стандарда јавља се проблем њихове јединствености – концепт етике и пословног морала разликује се од културе до културе. Маркетиншки стручњаци морају се водити етичким начелима и бринути о чињеници да су етички стандарди различито прихваћени у различитим културама.

### Конзумеризам
Конзумеризам је организовани покрет грађана и владиних агенција с циљем унапређења права и снаге потрошача у односу према продавачима. Ралф Надер дао је највећи допринос развоју конзумеризма.
Основни видови заштите потрошача односе се на:
- неповољни квалитет и особине производа и услуга
- нереалну цену производа и услуга
- персуазивност промоцијских активности
- неадекватну и несавремену продају и дистрибуцију производа

Етички кодекс је скуп правила и стандарда понашања којих се морају придржавати запослени подузећа о чијем се кодексу ради. Етички кодекс је од великог значаја за пословање подузећа јер ће свако подузеће које послује етички бити препознато као пожељни партнер и потрошачима и пословним субјектима и бити схваћено као друштвено одговорно.

## Истраживање тржишта
Истраживање тржишта је срж система доношења одлука у управљању маркетингом. Истраживања тржишта могу се посматрати као претежно пројектно оријентисана, и то за прикупљање унапред одређених података у сврху добивања унапред одређених информација. Истраживање тржишта, као и МИС- маркетиншки информациони систем, пружају потпору доношењу маркетиншких одлука. Према једноставној дефиницији, истраживање тржишта је унапред осмишљени (планирани) процес прикупљања и анализирања података, у сврху пружања информација битних за доношење маркетиншких одлука о управљању маркетингом.
Истраживачки процес укључује фазе:
- Дефинисање циља истраживања
- Прикупљање и вредновање секундарних података
- Дизајнирање примарног истраживања
- Прикупљање примарних података
- Обрада, анализа и интерпретација прикупљених података
- Састављање извештаја истраживања

Основне методе истраживања:
1. Извиђајна (експлоративна) метода
2. Описна (дескриптивна) метода
3. Узрочна (каузална) метода

## Понашање потрошача
Понашање потрошача је процес прибављања и конзумирања производа, услуга и идеја од потрошачке јединице. Укључује и послепродајне процесе који обухватају вредновање и послепродајно понашање. Под потрошачком јединицом сматра се појединац или домаћинство које доноси одлуку. Ова дефиниција упућује на закључак да је реч о процесу.
Постоје три фазе које чине целину понашања потрошача:
1. Фаза куповине – ту се разматрају чиниоци који утичу на избор производа или услуга.
2. Фаза конзумирања – бави се процесом конзумирања и стицања искуством које има значење за будуће понашање.
3. Фаза одлагања – одлука потрошача о томе што да учини са искориштеним производом или оним што је остало од њега.

Понашање потрошача је под утицајем:
Друштвених чинилаца
- Култура и поткултуре
- Друштвени сталежи
- Референтне групе
- Породица
- Лични утицаји
- Ситуацијски чиниоци

Лични чиниоци
- Мотиви и мотивација
- Перцепција
- Ставови
- Обележја личности, вредности и стил живота
- Знање

Психолошки процеси
- Прерада информација
- Учење
- Промена ставова и понашања
- Лични утицаји

Процес доношења одлуке о куповини знатно варира по својој комплексности. Стога се сви процеси доношења одлуке о куповини се могу категорисати у распону од рутинске куповине преко модификоване до екстензивног решавања проблема.
На тржишту особне потрошње процес се дијели у неколико фаза:
1. Спознаја проблема
2. Тражење информација
3. Вредновање алтернатива
4. Одлука о куповини
5. Послекуповни процеси

## Сегментација тржишта
Цели процес састоји се од корака:
1. Сегментација тржишта
- Одређивање осовина и критерија одабира сегмената
- Утврђивање добијених сегмената

2. Одређивање циљног сегмента
- Одабир сегмента који ће се опслуживати производима и услугама

3. Позиционирање
- Одабир циљева позиционирања у сваком од одабраних циљних сегмената
- Одређивање маркетиншког микса којим ће се опслуживати сегмент и ући у конкурентску борбу на циљном тржишту

### Сегментација
Сегментација је стратегија осмишљавања и примењивања различитих маркетиншких програма са циљем подмиривања истоветних потреба и жеља различитих сегмената потрошача. Сваки сегмент потрошача има јединствену потражњу стога предузећа настоје да продају производ тако да удовољавају мање или више сличним захтевима истог сегмента потрошача.
Развојне етапе у сегментацији тржишта
Зависе од превладавајућих околности на тржишту и могуће их је посматрати путем следећих стања:
- Недиференцирани (масовни) маркетинг – подразумева тражење производа/услуга с истим маркетиншким миксом на целом тржишту (свим могућим сегментима потрошача)
- Производно диференцирани маркетинг – је приступ у којем предузеће креће широким асортиманом основног производа с намером да потрошачи имају довољан избор те да ће се на неки начин сами сврстати у групе које преферирају поједине производе
- Циљни маркетинг – подразумева одређивање сегмената потрошача које се жели опслуживати те одређивање маркетиншког микса којим ће то остварити

Могуће је говорити и о тоталној сегментацији тржишта, што значи, да се за сваког појединачног потрошача нуди и појединачни производ. Према Котлеру о маркетингу се данас размишља као о процесу сегментинг (сегментација), таргетинг (циљно усмеравање) и позиционинг (позиционирање), који он назива СТП маркетингом.
Процес сегментације тржишта
Три су главна приступа у откривању тржишних сегмената и мерењу разлика које између њих постоје. То су:
1. А приори приступ – за основу сегментације узима лако уочљиве особине као што су земљописни и демографски подаци, потом прикупљањем додатних података обогаћује информације о тим сегментима. Овим приступом се зна врста и број сегмената, јер се унапред одређују особине према којима се потрошачи сврставају у сегменте.
2. Сегментација уз помоћ истраживања тржишта - потрошачи се сврставају у групе на основи истраживања, а групе су формиране на темељу неких других, одабраних обележја. Поступак је обрнут од а приори приступа јер полази се од стварног понашања, а након тога се утврђују евентуалне сличности обележја (нпр. демографска обележја). Број сегмената није унапред познат.
3. Хибридни модел - комбинација а приори сегментације и сегментације према групама. Искориштава оба критеријума па се становништво најпре дели према неком демографском обележју, а тек онда на основу резултата истраживања тржишта.

### Одређивање циљног сегмента
Циљно тржиште подразумева оне сегменте потрошача које предузеће намерава опслуживати. Управо одређивање тих сегмената је бит процеса који се назива одређивањем циљног тржишта.
Предузеће може одредити три маркетиншке стратегије да покрије своја циљна тржишта:
1. Недиференцирани маркетинг – стратегија предузећа којом на целокупно тржиште наступа са јединственим маркетиншким миксом, јер оцењује да ће тако остварити веће користи.
2. Концентрисани маркетинг – стратегија којом се предузеће усмерава на неколико, што је могуће сличнијих, сегмената потрошача.
3. Диференцирани маркетинг – стратегија којом предузеће покрива све сегменте засебним маркетиншким миксевима.

### Позиционирање
Позиционирање подразумева тражење оних производа које купци очекују тј. то је прилагођавање свих маркетиншких активности (целог маркетиншког микса) очекивањима потрошача у појединим сегментима. Код позиционирања су могућа три избора:
1. Провођење активности ради јачања тренутне позиције у предоџби потрошача.
2. Провођење активности ради заузимања слободног простора (сегмента потрошача) које још нико није заузео, а за које постоји пословна оправданост да се заузме.
3. Провођење активности ради репозиционирања, односно заузимања повољније позиције.